# Committee on Public Information

Mapas de 1918, Comité de Información Pública, Mapas antiguos de África

El Comittee on Public Information (Comité de información pública en español), también conocido como el CPI o el Comité Creel, fue una agencia independiente federal del gobierno de los Estados Unidos creada para influenciar la opinión pública de los estadounidenses respecto de la participación de ese país en la Primera Guerra Mundial. A lo largo de 28 meses (desde el 13 de abril de 1917 al 21 de agosto de 1919) empleó cada medio disponible para crear entusiasmo sobre la guerra y el obtener apoyo popular contra los esfuerzos extranjeros para socavar los objetivos de la guerra de Estados Unidos.